# مقاطعة أوليانوفسك
أوليانوفسك أوبلاست هي إحدى الكيانات الفدرالية في روسيا. وتحوي المدن والقرى التالية: باريش،
ديميتروفغراد،
إنزا،
نوفويوليانوفسك،
سنغيلي،
أوليانوفسك،

## معرض صور

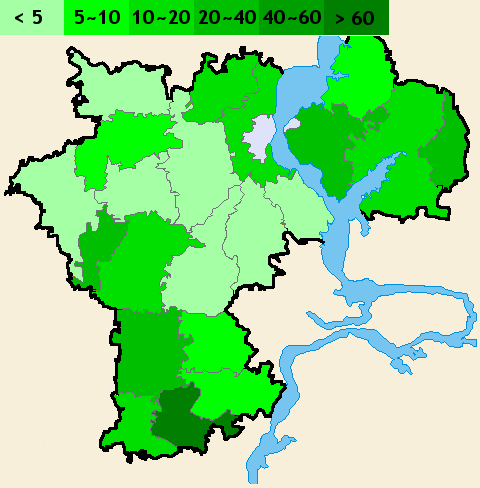
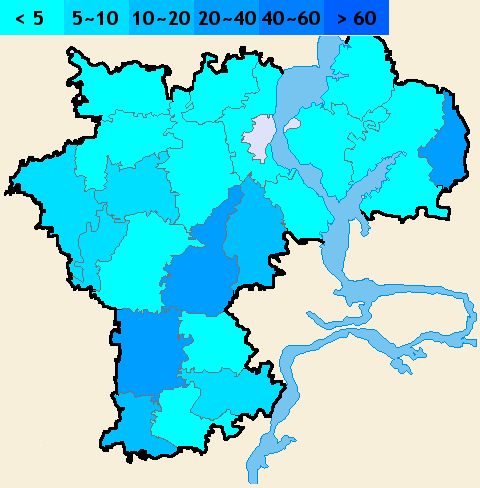
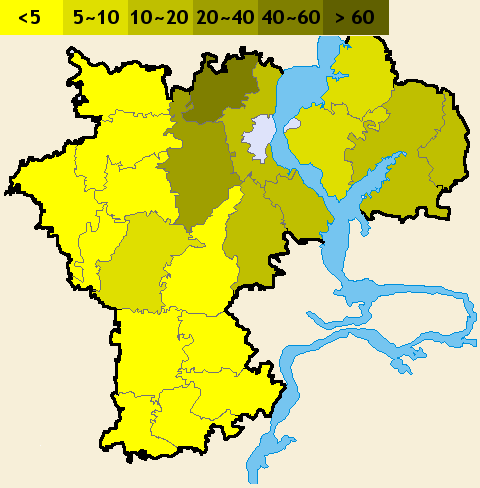